# بيتر جيبسون
بيتر جيبسون (بالإنجليزية: Peter Gibson)‏ هو كاتب سيناريو أمريكي، ولد في 14 أبريل 1971 في غرينيتش في الولايات المتحدة.

## وصلات خارجية
- الموقع الرسمي
- بيتر جيبسون على موقع IMDb (الإنجليزية)
- بيتر جيبسون على موقع كينوبويسك (الروسية)